# Semguet
Semguet (franska: Semguet (CR), Semguet (Commune Rurale), arabiska: أولاد سعيد الواد) är en kommun i Marocko.   Den ligger i provinsen Béni Mellal och regionen Béni Mellal-Khénifra, i den nordöstra delen av landet, 160 km söder om huvudstaden Rabat. Antalet invånare är 11 122.